# Mesdames de la Halle
Personnages
- Madame Poiretapée, poissonnière
- Madame Madou, marchande de légumes
- Madame Beurrefondu, marchande de légumes
- Raflafla, tambour-major
- Le commissaire
- Marchand d’habits
- Ciboulette, marchande de légumes
- Croûte-au-pot, marmiton
- Marchande de plaisirs
- Marchande de fruits
- Marchande de légumes
- Marchande de pois verts
- Vendeurs de la Halle, clients, policiers, soldats

Mesdames de la Halle est une opérette bouffe en un acte de Jacques Offenbach, sur un livret d’Armand Lapointe, créée le 3 mars 1858 aux Bouffes-Parisiens (salle Choiseul).

## Historique
Il s’agit de la première œuvre d’Offenbach aux Bouffes avec un chœur et une grande distribution.

## Argument
À la Halle de Paris, le tambour-major des gardes françaises, Raflafla, épouserait volontiers l’une des deux « dames du marché », La Madou ou Beurrefondu, pour leur argent. Il chante une chanson flatteuse pour elles, mais elles préfèrent le jeune et joli gargotier Croûte-au-pot au vieux tambour-major. Celui-ci de son côté n’en veut qu’à la jolie fruitière Ciboulette. Il n’à que faire des légumes qu’elles lui offrent et renverse son panier. L’attention du commissaire des clients et de Ciboulette est ensuite attirée par Madou et Beurrefondu qui se battent avec Poiretapée. Une fois celles-ci emmenées, Ciboulette se présente. Lorsque Raflafla tente de la séduire, elle le repousse. Lorsque Poiretapée, qui a soudoyé le commissaire avec une boisson, revient sur le marché, Raflafla jette son dévolu sur elle, en chantant une ballade à la lune. Arrive Croûte-au-pot qui a sauté d’une fenêtre de la prison. Lui et Ciboulette chantent un duo heureux. Beurrefondu rentre, désapprouvant la liaison de Ciboulette avec la marmitonne. Ciboulette dit que, comme orpheline, le consentement de ses parents serait difficile à obtenir. Or il paraît que Mmes Beurrefondu et Madou ont à se reprocher quelques peccadilles, car il leur arrive l’une après l’autre de se croire et de se proclamer mères de Ciboulette. En effet, elle raconte à Beurrefondu que son père était sergent des gardes, et qu’elle a dix-huit ans et qu’elle est de Vaugirard. Beurrefondu s’évanouit dans la fontaine, et quand on l’en sort, elle reconnaît Ciboulette comme sa fille. Lorsque Beurrefondu raconte cela à Madou, celle-ci s’évanouit à son tour dans la fontaine. Ciboulette produit alors une lettre cachetée qu’elle garde sur son cœur depuis l’âge de trois mois. Quand Croûte-au-pot la lit à voix haute, Raflafla et Poiretapée s’évanouissent tous deux, résolvant ainsi le mystère de ses parents. Ciboulette est définitivement reconnue comme étant la fille de Mme Poiretapé, l’ex-rosière de Nanterre, et du tambour-major Raflafla qui consentent à son mariage.

## Partition
- n°1: Chœur et couplets de Raflafla
- n°2: Air de Croûte-au-pot
- n°3: Quintette
- n°4: Air de Ciboulette
- n°5: Air de Raflafla
- n°6: Duo
- n°7: Septuor bouffe
- n°8: Finale

## Distribution de la création
| Rôle                                              | Typologie vocale   | Création, 3 mars 1858 (chef d’orchestre : Jacques Offenbach) |
| ------------------------------------------------- | ------------------ | ------------------------------------------------------------ |
| Madame Poiretapée, poissonnière                   | ténor (travesti)   | Léonce                                                       |
| Madame Madou, marchande de légumes                | baryton (travesti) | Désiré                                                       |
| Madame Beurrefondu, marchande de légumes          | baryton (travesti) | Mesmacre                                                     |
| Raflafla, tambour-major                           | ténor              | Duvernoy                                                     |
| Le commissaire                                    | baryton            | Guyot                                                        |
| Marchand d’habits                                 | ténor              | Jean-Paul                                                    |
| Ciboulette, marchande de légumes                  | soprano            | Chabert                                                      |
| Croûte-au-pot, marmiton                           | soprano (travesti) | Lise Tautin                                                  |
| Marchande de plaisirs                             | soprano            | Baudoin                                                      |
| Marchande de fruits                               | soprano            | Marie Cico                                                   |
| Marchande de légumes                              | mezzo-soprano      | Kunzé                                                        |
| Marchande de pois verts                           | soprano            | Byard                                                        |
| Vendeurs de la Halle, clients, policiers, soldats |                    |                                                              |

## Représentations
Le théâtre des Bouffes représente en tournée Mesdames de la Halle à Vienne avec Lucille Tostée dans Croûte-au-pot, puis à Budapest, où une représentation en hongrois est bientôt créée.
Mesdames de la Halle est monté à l'Opéra Kroll de Berlin en 1858, à Bruxelles en 1860, à Monte Carlo en 1908 Le Théâtre des Arts le produit le 3 avril 1913, sous la direction de Gabriel Grovlez,  avec Lucy Vauthrin, Marcelle Devries et Maurice Lamy. 
L'Opéra-Comique le produit le 4 mai 1940 avec René Hérent, Lillie Grandval et Roger Bourdin, sous la direction de Gustave Cloëz.
Mesdames de la Halle a été représenté dans une production intitulée Vive Offenbach avec Pomme d'Api et Monsieur Choufleuri restera chez lui le... à l'Opéra-Comique en décembre 1979, puis l'année suivante et en 1983. Mesdames de la Halle a été représenté aussi à Chicago en décembre 2017 par le New Moon Opera.